# Hội chứng DeSanctis–Cacchione
Hội chứng DeSanctis–Cacchione là một rối loạn cực kỳ hiếm gặp, đặc trưng bởi các triệu chứng về da và mắt của xeroderma sắc tố (XP) xảy ra liên quan đến microcephaly, chậm phát triển tâm thần, chậm phát triển và phát triển tình dục, điếc, choreoathetosis.

## Di truyền học
Trong ít nhất một số trường hợp, tổn thương gen liên quan đến đột biến gen CSB. 
Nó có thể được liên kết với ERCC6.